# Toripalimab
Il toripalimab, venduto con il nome commerciale di Loqtorzi, è un anticorpo monoclonale umanizzato usato per il trattamento del melanoma e del carcinoma nasofaringeo. Ha per bersaglio la proteina 1 della morte cellulare programmata.
Nel 2018 ne è stato approvato l'uso in Cina per il trattamento del melanoma inoperabile e/o metastatico, una volta accertata la refrattarietà della neoplasia ad altri protocolli terapeutici. Nell'ottobre 2023 la Food and Drug Administration (FDA) ha approvato l'uso del toripalimab come terapia di elezione, in combinazione con i chemioterapici cisplatino e gemcitabina, negli adulti con carcinoma nasofaringeo recidivante, localmente avanzato o metastatico. Se la terapia a base di farmaci contenenti platino si dimostra insufficiente a contenere il carcinoma nasofaringeo, come dimostrato da un eventuale avanzamento o una recidiva della patologia durante o a seguito di questo tipo di chemioterapia, è indicato l'uso del toripalimab anche in monoterapia in pazienti adulti con neoplasia non chirurgicamente resecabile.

## Storia
L'efficacia dell'associazione terapeutica di toripalimab, cisplatino e gemcitabina è stata indagata con lo studio clinico randomizzato in doppio cieco JUPITER-02 (NCT03581786), che ha coinvolto 289 pazienti adulti con carcinoma nasofaringeo metastatico, recidivante o localmente avanzato che non avevano precedentemente assunto agenti chemioterapici. I pazienti sono stati divisi in gruppi e hanno ricevuto tutti e tre i farmaci simultaneamente, oppure solo il placebo, oppure solo il toripalimab e il placebo, oppure solo cisplatino e gemcitabina in associazione con il placebo.
L'efficacia dell'anticorpo in monoterapia è stato valutato in un altro studio clinico (non "a doppio cieco") denominato POLARIS-02 (NCT02915432), che ha visto la partecipazione di 172 pazienti adulti con carcinoma nasofaringeo non operabile, localmente avanzato e/o metastatico che si erano già sottoposti a una chemioterapia a base di platino e avevano avuto una progressione della malattia entro i sei mesi dal termine della chemioterapia (in alcuni casi associata alla radioterapia); ai partecipanti è stato somministrato il toripalimab fino all'attestazione di una progressione della neoplasia o di un'eccessiva tossicità del farmaco su base individuale.
La Food and Drug Administration (FDA) ha garantito l'assegnazione dello status di farmaco orfano per il toripalimab, prospettandone il ruolo in un approccio terapeutico innovativo in ambito oncologico.